# 洛靈 (蒙大拿州)
洛靈（英語：Loring）是位於美國蒙大拿州菲利普斯縣的非建制地區。

## 歷史
洛靈的郵局自1929年營運至今。

## 地理
洛靈所處的海拔為高於海平面825米（即2707英呎），而該地所採用的時區為UTC-6，即北美山地時區（MST）。同時該地設有夏令時間，為UTC-7調快一小時，即UTC-6（MDT）。